# Eleições legislativas portuguesas de 1957
As eleições legislativas portuguesas de 1957 foram realizadas no dia 4 de Novembro, sendo eleitos os 120 deputados da Assembleia Nacional. A totalidade dos deputados eleitos pertence à União Nacional, que obtém 55% em Lisboa. A Oposição Democrática apresentou listas em diversos círculos. Os trabalhos do novo Parlamento iniciaram-se em 25 de novembro de 1957 e terminaram com o fim do mandato em 1961.

## Resultados Nacionais
| Partido                 | Partido                  | Votos     | %     | +/-  | Deputados | +/-     |
| ----------------------- | ------------------------ | --------- | ----- | ---- | --------- | ------- |
|                         | União Nacional           | 801 000   | 87,86 | 2,12 | 120 / 120 | Estável |
|                         | Candidaturas de Oposição | 90 300    | 12,14 | 2,12 | 0 / 120   | Estável |
| Votos Inválidos         | Votos Inválidos          | 1318      | 0,14  | 0,14 |           |         |
| Total                   | Total                    | 911 618   | 100   |      | 120       |         |
| Eleitorado/Participação | Eleitorado/Participação  | 1 294 368 | 70,4  | 2,2  |           |         |